# Hiziya

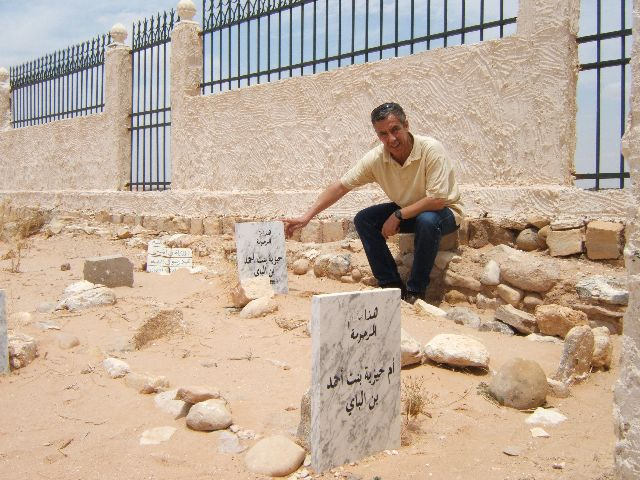
Tombe de Hiziya à Sidi Khaled.

Hiziya ou Hizia ou Hyzyya (arabe : حيزية) est l'héroïne d'une élégie du poète algérien Mohamed Ben Guittoun écrite au XIXe siècle et immortalisée au XXe siècle lorsqu'elle fut interprétée par les chanteurs du bédoui Abdelhamid Ababsa et Khelifi Ahmed.

## Historique
Selon la tradition orale, Hiziya, de la famille des Bouakkaz, de la puissante tribu des Dhouaouda, descendants des tribus de Beni Hilal qui avaient peuplé le Maghreb au XIe siècle, était une jeune femme d'une beauté remarquable et à l'âme limpide qui vivait à Sidi Khaled dans les Zibans occidentaux.
La famille, comme la majorité des habitants de la région, pratiquait la transhumance vers les Hauts Plateaux durant la saison chaude et retournait à l'oasis durant la saison froide. Le parcours de transhumance s'étendait depuis Bazer Sakhra, dans la plaine de Sétif au nord jusqu'à Ouled Djellal au sud.
Hiziya, fille de Ahmed Ben el Bey, était amoureuse de son cousin Saïd, orphelin recueilli dès sa plus jeune enfance par son oncle, puissant notable de la tribu et père de la jeune fille. Elle aurait vécu une histoire d'amour mouvementée couronnée par un mariage qui dura à peine un mois.
Ben Guittoun dans son poème fixe la date de sa mort à 1295 de l'Hégire, soit 1878 de l'ère chrétienne ; elle avait 23 ans. Hiziya serait donc née en 1855.
La cause de son décès fut et reste une énigme. Le poème ne nous révèle rien sinon que la mort fut subite ; un mal soudain entre deux haltes, à Oued Tell, une localité à 50 km au sud de Sidi Khaled, au retour de la tribu de son séjour saisonnier dans le nord.
Saïd eut recours, trois jours après le décès, aux services du poète Ben Guittoun pour écrire un poème à la mémoire de sa bien-aimée. Plus tard, le cousin s'exilera loin de sa tribu et vivra solitaire dans l'immensité du désert des Zibans jusqu'à sa mort. Quant au corps de sa bien-aimée, il repose au cimetière des Douaouda à Sidi Khaled.

## Commentaires

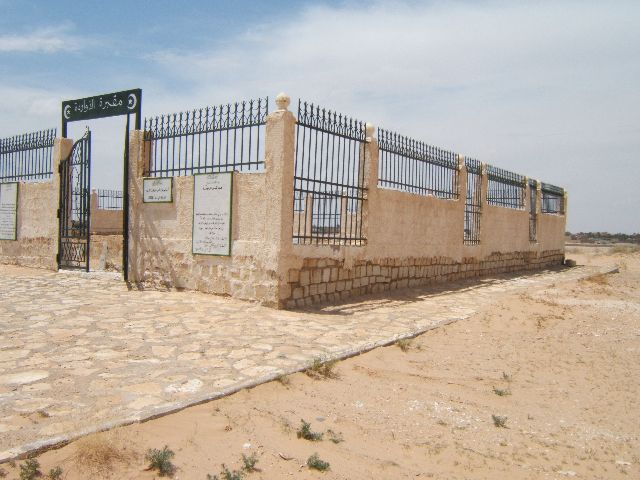
Le cimetière de Sidi Khaled.

Il y a beaucoup de ressemblance avec la structure poétique de l'imaginaire arabe de la période préislamique. Dans cette merthia, sorte d'oraison funèbre, le poète pleure la belle, élégie d'une litanie sentimentale, et nous mène dans la profondeur des sentiments d'affection et d'affliction et tout le récit se résume à la volonté de Dieu et à la fatalité du destin.
Dans ce poème, les divisions thématiques sont proches la qacida classique, les éléments du sujet sont les suivants :
- appel à la compassion du lecteur,
- souvenir du temps passé,
- description de la belle,
- évocation des objets ayant appartenu à la belle,
- la tribu en marche,
- le campement,
- le départ nouveau,
- le paysage,
- la mort de la belle,
- l'enterrement,
- la nostalgie.

## Interprètes
« Le poème a été achevé en 1295 de l'Hégire, soit 1878 J.C. Ould Seghir a composé, au mois de l'Aïd el-Kebir, cette chanson à Sidi Khaled Nen Sinan. Ben Guittoun a chanté celle que vous avez vue vivante. »
Ont aussi interprété le poème :
- Abdelhamid Ababsa[3] ;
- Khelifi Ahmed[3] ;
- Rabah Driassa[3] ;
- Reda Doumaz en 1990 et 2013[4] ;
- El Bar Amar[5],[3].

## Traduction
Constantin Louis Sonneck, interprète de l'armée d'Afrique en poste en Algérie, donne une traduction française du poème en 1899 dans Six chansons arabes en dialecte maghrébin, puis une autre en 1904 dans Chants arabes du Maghreb,. Cette traduction est revue en 1969 par le professeur Hadjiat puis reprise par Souhel Dib en 1987 dans son Anthologie de la poésie populaire algérienne d'expression arabe.
Le début du poème traduit par Souhel Dib :

« Consolez-moi mes amis : j'ai perdu la reine des belles; elle repose sous les pierres du tombeau.
 
Un feu ardent me dévore ; je suis à bout. 

Ô sort cruel, mon cœur est parti avec la svelte Hyzyya !
Hélas ! nous étions heureux naguère, comme au printemps les fleurs des prairies ; 

que la vie avait pour nous de douceurs ! Comme l'ombre d'un fantôme, cette jeune gazelle a disparu, en dépit de moi ! »

## Télévision
En 1977, l'histoire a été adaptée en long-métrage sous le titre Hiziya par le réalisateur Mohamed Hazourli.

## Romans
La romancière algérienne Maïssa Bey a publié en 2015 le roman Hizya, qui dénonce les inégalités et les difficultés dont les femmes algériennes sont victimes au travers d'un personnage du nom d'Hizya, qui rêve d'une belle histoire d'amour comme le fameux couple.
L'auteur algérien Lazhari Labter a publié en 2017 le roman Hiziya Princesse d'amour des Ziban qui reprend la vie du couple mythique. En 2018 il a publié un ouvrage collectif intitulé Hiziya mon amour.